# Евдокимов, Юрий Андреевич
Юрий Андреевич Евдокимов (27 января 1922 года, Ворсма, Нижегородская область, РСФСР — 9 апреля 2008 года) — советский и российский учёный, педагог, специалист в области трибологии, инициатор внедрения на железнодорожном транспорте металлополимерных трибосистем и композиционных материалов. Доктор технических наук, профессор.

## Биография
Родился 27 января 1922 года в Ворсме Нижегородской области. Поступил в Московский электромеханический институт инженеров железнодорожного транспорта, в июне 1941 года ушёл на фронт. В 1946 году демобилизовался, вернулся в институт, после получения высшего образования работал на Горьковской железной дороге, был мастером, начальником цеха и начальником школы машинистов локомотивов.
В 1955 году защитил кандидатскую диссертацию, после чего начал работу в Ростовском институте инженеров железнодорожного транспорта (ныне — Ростовский государственный университет путей сообщения). В 1971 году защитил докторскую диссертацию.

## Научные результаты
Основные работы — в области железнодорожного транспорта, механики, трения, износа и смазки металлополимерных трибосистем и композиционных материалов. Автор и соавтор более 320 научных работ, в том числе 12 монографий, учебника «Основы трибологии», справочника по триботехнике: 1-й том «Теоретические основы» и 3-й том «Триботехника антифрикционных, фрикционных и сцепных устройств. Методы и средства триботехнических испытаний», 105 изобретений и 5 патентов. Установленные Евдокимовым теоретические и экспериментальные закономерности теплофизических процессов в металлополимерных трибосистемах позволили определить критерии оценки износостойкости узлов трения и разработать новые смазочные материалы, которые в результате были внедрены на железнодорожном транспорте.

## Награды
За достигнутые успехи в научной работе и за большой вклад в дело подготовки специалистов в 1986 году получил звание «Заслуженный деятель науки и техники РСФСР». За педагогическую деятельность награждён знаком «За отличные успехи в работе высшего образования СССР».
За участие в Великой Отечественной войне и трудовые достижения награждён 3 орденами и 18 медалями.